# 圣瑞斯特昂绍塞
圣瑞斯特昂绍塞（法語：Saint-Just-en-Chaussée，法語發音：[sɛ̃ ʒy(st) ɑ̃ ʃose]），法国北部城市，上法兰西大区瓦兹省的一个市镇，隶属于克莱蒙区，其市镇面积为14.66平方公里，2022年1月1日时人口数量为5,940人，在法国城市中排名第1,811位。
圣瑞斯特昂绍塞位于瓦兹省北部，是一个区域性的中心城市和交通枢纽，巴黎－里尔铁路和多条公路在此交汇。法国化学家勒内·朱斯特·阿维和其兄“盲人教育之父”瓦朗坦·阿维出生于此，当地建有纪念碑。

## 地名来源
“圣瑞斯特昂绍塞”中“圣瑞斯特”一名来源于天主教圣“博韦的瑞斯特”，其在此地去世，故名；“昂绍塞”意为“在道路上”：此处的“绍塞”（Chaussée）在法语中意为“道路”，这一名称来源于在此地交汇的两条重要罗马古道：阿格里帕海洋之路（里昂—滨海布洛涅）和连接巴黎和亚眠之间的道路。
法国地名中的人名“Saint-Just”发音有[sɛ̃ ʒy]和[sɛ̃ ʒyst]两种，不过在现代法语地名翻译中通常对相同的人名采用相同的译写，“Saint-Just”通译“圣瑞斯特”。

## 历史

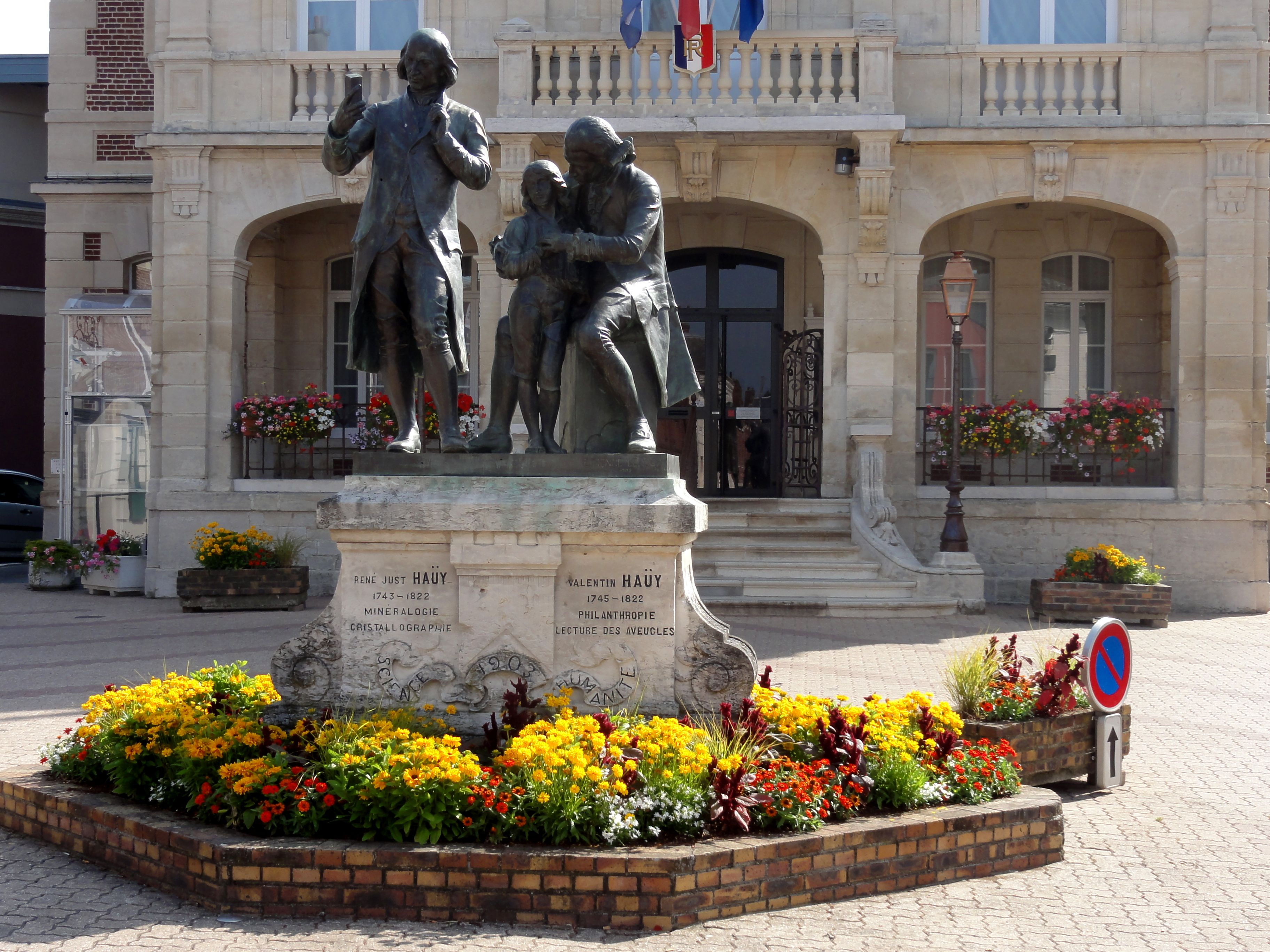
市政厅前方的烈士纪念碑

圣瑞斯特昂绍塞历史上为贝洛瓦克人的活动范围，后因地处交通要道交汇处而逐渐成为城镇，被称为“Sinomovicus”，现代法语对应“Simonville”。中世纪时期，圣瑞斯特昂绍塞成为博韦西地区的一个军事防御重镇，但博韦西地区人口稀少，缺乏有效的行政管理，在布汶战役后成为法兰西皇家统治区的一部分；至中世纪晚期时，随着勃艮第统治尼德兰时代的结束，圣瑞斯特昂绍塞被归至法兰西王国的皮卡第行省，直至法国大革命结束。其间，圣瑞斯特昂绍塞仅作为普通小城而存在，三十年战争时期，圣瑞斯特昂绍塞被西班牙军队烧毁，后重建。法国大革命后，皮卡第行省被撤销，包括圣瑞斯特昂绍塞在内的皮卡第南部地区和原博韦西地区的大部分区域重新组合，成立了瓦兹省，编号为60。圣瑞斯特昂绍塞为普通市镇，同时管辖圣瑞斯特昂绍塞县。1794年，相邻的拉吕普雷沃斯特（La Rue-Prévost）整体合并入本市镇。1846年，巴黎－里尔铁路建成通车并在圣瑞斯特昂绍塞设站，此后，拉吕圣皮埃尔－圣瑞斯特昂绍塞、圣瑞斯特昂绍塞－杜埃和埃斯特雷圣但尼－弗鲁瓦西－大克雷沃克尔三条铁路相继建成并在圣瑞斯特昂绍塞交汇，圣瑞斯特昂绍塞因此成为这一地区的一个铁路枢纽，工商业得到快速发展，城市人口也有所上升；但随着20世纪初私人汽车数量的增加以及世界大战的破坏，这三条铁路在20世纪中期相继关闭，现圣瑞斯特昂绍塞火车站仅为普通中间车站。第一次世界大战期间，圣瑞斯特昂绍塞附近地区一度被德军的占领，圣瑞斯特昂绍塞市区于1916年11月9日遭受了严重的轰炸，当地的糖厂被临时用作伤员收留站。1918年10月23日，圣瑞斯特昂绍塞解放。

## 地理

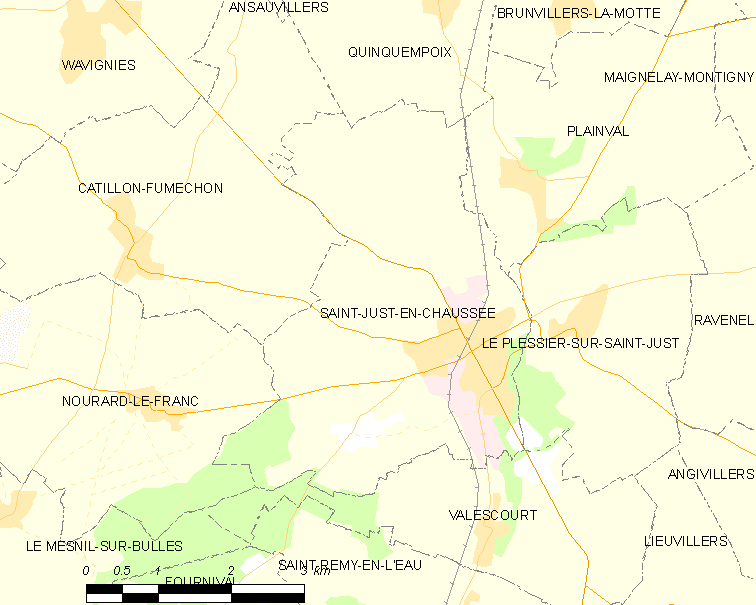
圣瑞斯特昂绍塞市镇范围地图

圣瑞斯特昂绍塞位于法国北部，上法兰西大区中南部和瓦兹省北部，距离省会博韦大约29公里。与圣瑞斯特昂绍塞接壤的市镇包括：卡蒂永-菲姆雄、努拉尔勒弗朗、普兰瓦勒、勒普莱西耶-叙圣瑞斯特、坎康普瓦、瓦莱斯库尔。

### 地形
圣瑞斯特昂绍塞位于皮卡第平原南部腹地，境内以平原和浅丘为主，市镇中心总体地势自东向西略有抬升，全境海拔在86到172米之间。

### 地质
圣瑞斯特昂绍塞附近地表土壤主要分为两部分：中部和西部大部分地区为崩积层软泥，东部则为现代河流冲积层碳泥。境内地表主要为城市建筑物或农业用地。

### 水文
阿雷河发源于圣瑞斯特昂绍塞市区东侧的一处高地之上，自北向南流经市区东部，属于法国五大水系之一的塞纳河水系。

### 植被
圣瑞斯特昂绍塞属于温带阔叶混交林区，常见自然植被以落叶乔木、木本植物为主。市区东侧有梅尔蒙树林（Bois du Mermont），是当地主要的城市绿地。
在鲜花城市的评比中，圣瑞斯特昂绍塞暂未被评级。

### 气候
圣瑞斯特昂绍塞在柯本气候分类法中属于温带海洋性气候。
距离圣瑞斯特昂绍塞最近的常年气象站位于艾里永境内，以下为该气象站的数据（其中日照数据取自博韦-蒂耶气象站）：
| 艾里永 1981年－2019年 | 艾里永 1981年－2019年 | 艾里永 1981年－2019年 | 艾里永 1981年－2019年 | 艾里永 1981年－2019年 | 艾里永 1981年－2019年 | 艾里永 1981年－2019年 | 艾里永 1981年－2019年 | 艾里永 1981年－2019年 | 艾里永 1981年－2019年 | 艾里永 1981年－2019年 | 艾里永 1981年－2019年 | 艾里永 1981年－2019年 | 艾里永 1981年－2019年 |
| 月份                  | 1月                   | 2月                   | 3月                   | 4月                   | 5月                   | 6月                   | 7月                   | 8月                   | 9月                   | 10月                  | 11月                  | 12月                  | 全年                  |
| --------------------- | --------------------- | --------------------- | --------------------- | --------------------- | --------------------- | --------------------- | --------------------- | --------------------- | --------------------- | --------------------- | --------------------- | --------------------- | --------------------- |
| 历史最高温 °C（°F）   | 17 (63)               | 20.1 (68.2)           | 23.3 (73.9)           | 27 (81)               | 32.4 (90.3)           | 33.7 (92.7)           | 36.5 (97.7)           | 38.5 (101.3)          | 31 (88)               | 26.8 (80.2)           | 19.6 (67.3)           | 17 (63)               | 38.5 (101.3)          |
| 平均高温 °C（°F）     | 6.8 (44.2)            | 8.3 (46.9)            | 12.2 (54.0)           | 15.1 (59.2)           | 19.3 (66.7)           | 22 (72)               | 24.6 (76.3)           | 24.9 (76.8)           | 20.8 (69.4)           | 16 (61)               | 10.4 (50.7)           | 6.6 (43.9)            | 15.6 (60.1)           |
| 日均气温 °C（°F）     | 4 (39)                | 4.8 (40.6)            | 7.6 (45.7)            | 9.7 (49.5)            | 13.6 (56.5)           | 16.2 (61.2)           | 18.5 (65.3)           | 18.6 (65.5)           | 15.2 (59.4)           | 11.7 (53.1)           | 7.1 (44.8)            | 3.9 (39.0)            | 10.9 (51.6)           |
| 平均低温 °C（°F）     | 1.2 (34.2)            | 1.3 (34.3)            | 2.9 (37.2)            | 4.2 (39.6)            | 7.8 (46.0)            | 10.3 (50.5)           | 12.4 (54.3)           | 12.3 (54.1)           | 9.6 (49.3)            | 7.3 (45.1)            | 3.8 (38.8)            | 1.3 (34.3)            | 6.2 (43.2)            |
| 历史最低温 °C（°F）   | −15.9 (3.4)           | −13 (9)               | −9.8 (14.4)           | −4.8 (23.4)           | −1.6 (29.1)           | 0 (32)                | 3.4 (38.1)            | 3.4 (38.1)            | −0.2 (31.6)           | −5.7 (21.7)           | −11.2 (11.8)          | −12.8 (9.0)           | −15.9 (3.4)           |
| 平均降水量 mm（）     | 52.4 (2.06)           | 48.3 (1.90)           | 48.8 (1.92)           | 52.2 (2.06)           | 53.3 (2.10)           | 56.4 (2.22)           | 56 (2.2)              | 58.9 (2.32)           | 49.7 (1.96)           | 61.1 (2.41)           | 57.4 (2.26)           | 69 (2.7)              | 663.5 (26.12)         |
| 月均日照時數          | 65.2                  | 76.7                  | 124                   | 171.5                 | 198.9                 | 211.8                 | 217.4                 | 210.1                 | 162                   | 112.2                 | 66.9                  | 52.6                  | 1,669.3               |
| 来源：infoclimat.fr   |                       |                       |                       |                       |                       |                       |                       |                       |                       |                       |                       |                       |                       |

## 行政区划
圣瑞斯特昂绍塞的市镇编号为60581，邮政编号为60130。
在行政管理方面，圣瑞斯特昂绍塞隶属于法国上法兰西大区瓦兹省克莱蒙区；在地方选举方面，圣瑞斯特昂绍塞是圣瑞斯特昂绍塞县的中央投票站所在地，其市镇范围全境被划入瓦兹省第一选区；在社会管理方面，圣瑞斯特昂绍塞是皮卡第高原市镇公共社区的组成部分及核心市镇。
法国国家统计与经济研究所（简称）在进行数据统计时，将圣瑞斯特昂绍塞市镇单独设为圣瑞斯特昂绍塞城市核心区（2020年起相邻的勒普莱西耶叙圣瑞斯特亦被划入），并将包括核心区在内的周边共两个市镇划为圣瑞斯特昂绍塞城市区。自2020年起，圣瑞斯特昂绍塞城市区被撤销，圣瑞斯特昂绍塞被划入包含1,929个市镇的巴黎城市辐射区内。此外，还将圣瑞斯特昂绍塞市镇整体看作一个“块区”（IRIS），以便于统计人口分布情况。

## 交通

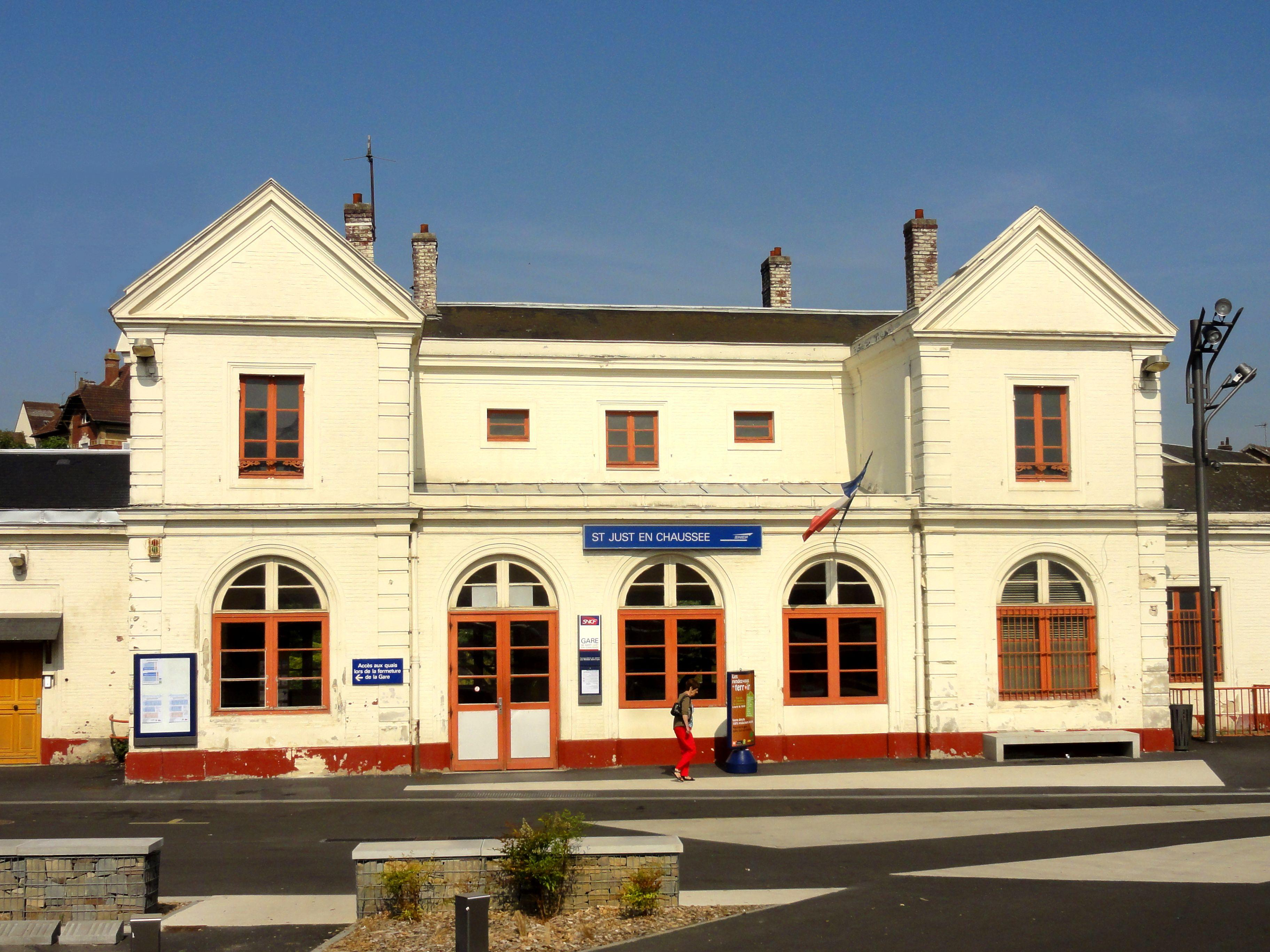
圣瑞斯特昂绍塞火车站

### 公路
瓦兹省省道D36线、D58线、D74线、D117线、D527线、D916线和D938线圣瑞斯特昂绍塞境内交汇，上法兰西大区下属的城际客运提供巴士线路，可前往博韦、贡比涅以及沿途部分市镇。
2018年，70.1%的圣瑞斯特昂绍塞家庭拥有至少一辆私人汽车。2019年，圣瑞斯特昂绍塞境内共发生各类交通事故3起，造成1人遇难，3人受伤。
| 11 | 27 |

| 15 | 27 |

| 博韦 | 29 |

| 贡比涅 | 35 |

| 克雷伊 | 35 |

| 布雷泰伊 | 18 |

| 蒙迪迪耶 | 20 |

| 克莱蒙 | 15 |

### 铁路
圣瑞斯特昂绍塞位于巴黎－里尔铁路上。圣瑞斯特昂绍塞站位于市区西部，停靠往返于巴黎和亚眠一线的区域列车。2020年，该站共发送旅客407,514人次

### 航空
距离圣瑞斯特昂绍塞最近的民用航空站为博韦-蒂耶机场，距离圣瑞斯特昂绍塞市中心的公路里程约27公里。

### 城市公共交通
圣瑞斯特昂绍塞暂无城市公共交通系统。当地政府提供定期扫墓班线（周一下午开行），同时提供中型车租赁服务，主要面向老年人和残疾人

## 政治

### 市政内阁

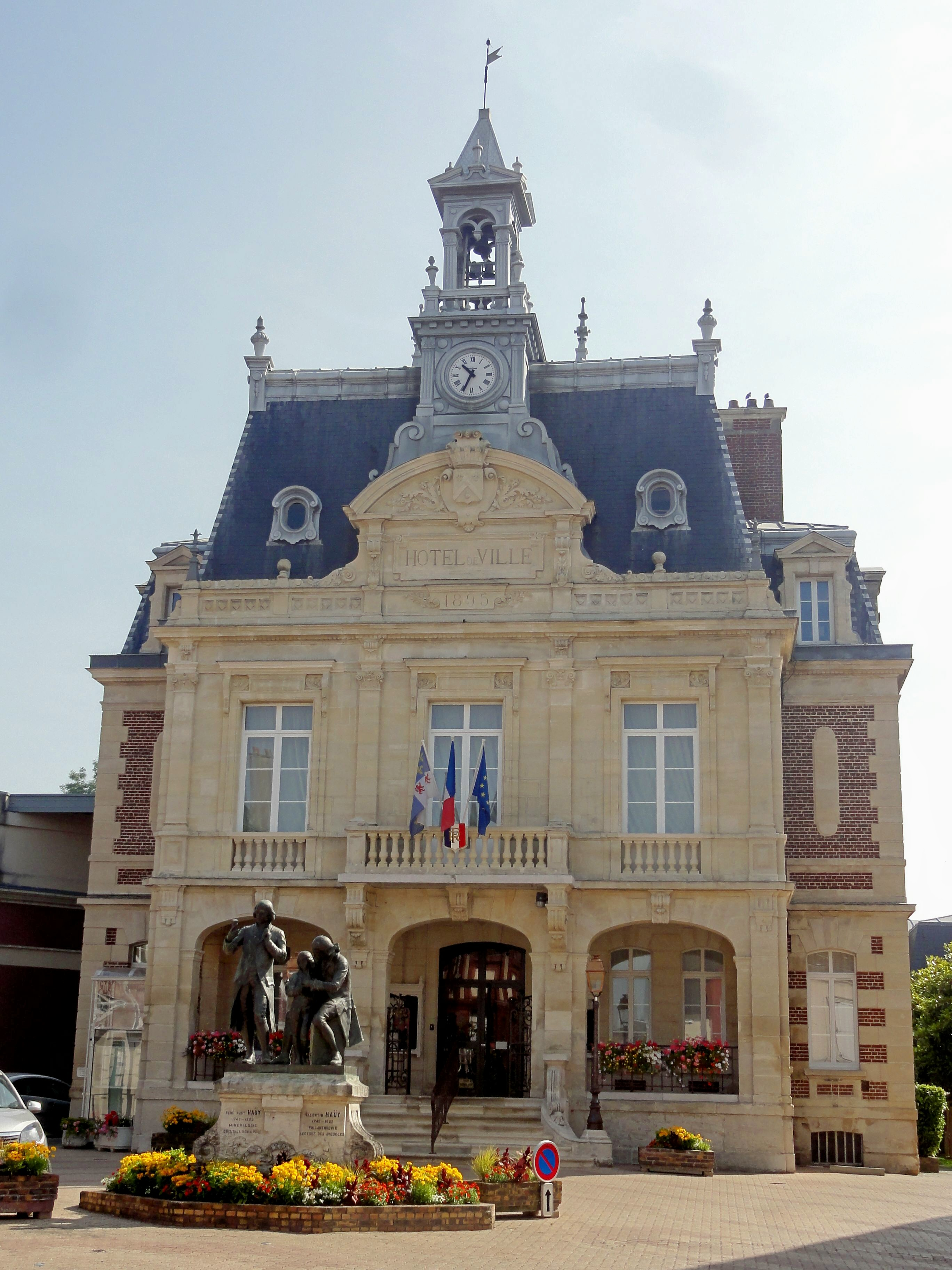
圣瑞斯特昂绍塞市政厅

圣瑞斯特昂绍塞的现任市长为弗朗斯·德梅特先生（Frans DESMEDT），他是一名右翼无党派人士，在2020年的市政选举中获得了100.00%的支持率（无其他候选人）。
| 圣瑞斯特昂绍塞历届市长 | 圣瑞斯特昂绍塞历届市长              | 圣瑞斯特昂绍塞历届市长 |
| 任期                   | 市长                                | 党派                   |
| ---------------------- | ----------------------------------- | ---------------------- |
| （1969年以前资料暂缺） |                                     |                        |
| 1969年－1977年         | Gérard BERTON 热拉尔·贝尔东         | 不详                   |
| 1977年－2001年         | Jean-Pierre BRAINE 让-皮埃尔·布赖讷 | DVG左翼无党派人士      |
| 2001年－               | Frans DESMEDT 弗朗斯·德梅特         | DVD右翼无党派人士      |

### 各级选举
在2022年的法国总统大选中，法国第25任总统埃马纽埃尔·马克龙在圣瑞斯特昂绍塞获得了.%的支持率。
| 圣瑞斯特昂绍塞历届投票选举结果 | 圣瑞斯特昂绍塞历届投票选举结果 | 圣瑞斯特昂绍塞历届投票选举结果 | 圣瑞斯特昂绍塞历届投票选举结果 | 圣瑞斯特昂绍塞历届投票选举结果 | 圣瑞斯特昂绍塞历届投票选举结果 | 圣瑞斯特昂绍塞历届投票选举结果 | 圣瑞斯特昂绍塞历届投票选举结果 | 圣瑞斯特昂绍塞历届投票选举结果 | 圣瑞斯特昂绍塞历届投票选举结果 |
| 选举项目                       | 选举范围                       | 选区单位                       | 选区单位内的选举结果           | 选区单位内的选举结果           | 选区单位内的选举结果           | 选区单位内的选举结果           | 选区单位内的选举结果           | 选区单位内的选举结果           | 参考资料                       |
| 选举项目                       | 选举范围                       | 选区单位                       | 第一轮胜出者                   | 第一轮胜出者                   | 支持率                         | 第二轮胜出者                   | 第二轮胜出者                   | 支持率                         | 参考资料                       |
| ------------------------------ | ------------------------------ | ------------------------------ | ------------------------------ | ------------------------------ | ------------------------------ | ------------------------------ | ------------------------------ | ------------------------------ | ------------------------------ |
| 2017年法國總統選舉             | 法國                           | 市镇                           |                                | 玛丽娜·勒庞                    | 32.85%                         |                                | 玛丽娜·勒庞                    | 50.59%                         | [ 23 ]                         |
| 2017年法国立法选举             | 瓦兹省第一选区                 | 市镇                           |                                | 奥利维耶·达索                  | 38.69%                         |                                | 奥利维耶·达索                  | 67.3%                          | [ 23 ]                         |
| 2019年欧洲议会选举             | 法國                           | 市镇                           |                                | 若尔丹·巴尔代拉                | 38.1%                          | （不适用）                     | （不适用）                     | （不适用）                     | [ 25 ]                         |
| 2021年法国省级选举             | 瓦兹省                         | 县                             |                                | 尼科勒·科尔迪耶 弗朗斯·德梅特  | 62.66%                         |                                | 尼科勒·科尔迪耶 弗朗斯·德梅特  | 74.24%                         | [ 26 ]                         |
| 2021年法国省级选举             | 瓦兹省                         | 市镇                           |                                | 尼科勒·科尔迪耶 弗朗斯·德梅特  | 75.87%                         |                                | 尼科勒·科尔迪耶 弗朗斯·德梅特  | 84.48%                         | [ 26 ]                         |
| 2021年法国大区选举             | 上法蘭西大區                   | 市镇                           |                                | 格扎维埃·贝特朗                | 53.09%                         |                                | 格扎维埃·贝特朗                | 62.18%                         | [ 27 ]                         |
| 2022年法国总统选举             | 法國                           | 市镇                           |                                | 玛丽娜·勒庞                    | 36.32%                         |                                | 玛丽娜·勒庞                    | 58.58%                         | [ 23 ]                         |
| 2022年法国立法选举             | 瓦兹省第一选区                 | 市镇                           |                                | 维克多·阿贝尔-达索             | 35.77%                         |                                | 维克多·阿贝尔-达索             | 58.87%                         | [ 23 ]                         |

## 人口
2019年，圣瑞斯特昂绍塞市镇人口数量为6,055，在法国排名第1,811位。其中男性2,936人，女性3,119人，75岁及以上人口占8.1%，外籍人口数量为175人，人口密度为413人/平方公里，当地居民被称为（男性）或（女性）。2020年，圣瑞斯特昂绍塞境内出生65人，死亡人口80人。
| 圣瑞斯特昂绍塞1901年－2019年人口变化情况 |
|                                          |
| 数据来源：Cassini、INSEE                 |

## 经济

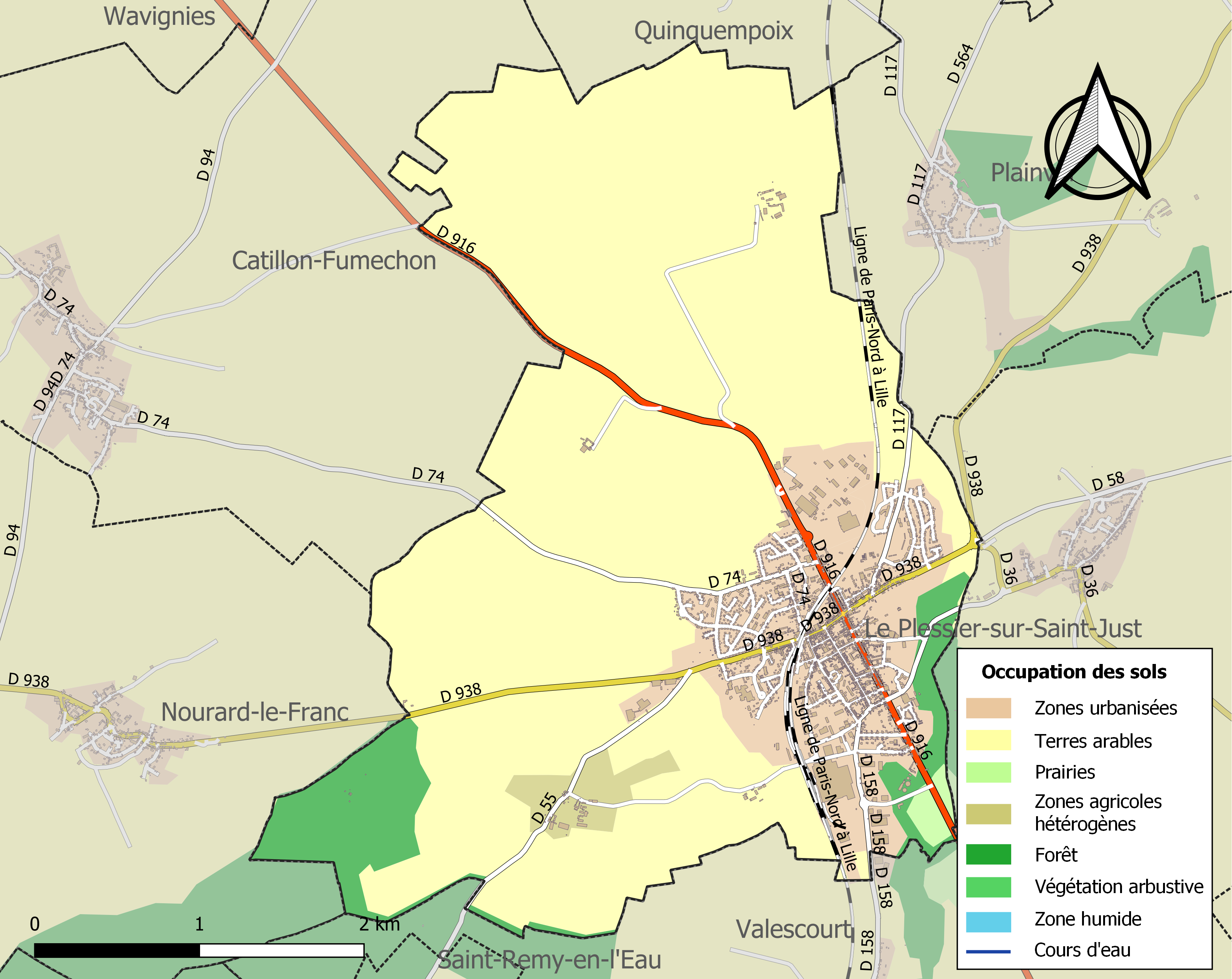
圣瑞斯特昂绍塞土地利用情况地图

圣瑞斯特昂绍塞是一个区域性的中心城市。截止2022年8月，圣瑞斯特昂绍塞市镇范围内共有各类用人单位（包含自雇）587家，平均历史为15年，其中99.04%为中小型企业（PME），2022年6月至8月间，当地的经济活力指数为0.85%。（大型零售）、（农具销售）及（餐饮）是当地2021年营业额最高的三个企业，分别为49,487,648欧元、42,104,454欧元和2,599,621欧元。

## 财政与居民收入
2020年，圣瑞斯特昂绍塞的财政收入总额为6,369,410欧元，财政支出总额为5,712,500欧元，当年的债务总额为1,913,110欧元。2021年，圣瑞斯特昂绍塞市镇共获得1,392,309欧元的国家财政补助，比上一年增加了4.45%。
2019年，圣瑞斯特昂绍塞的人均月收入总额为1,958欧元，其中高级职员为3,253欧元，低于法国平均水平（4,230欧元）；中级职员为2,418欧元，高于法国平均水平（2,411欧元）；普通职员为1,672欧元，低于法国平均水平（1,740欧元）。
2018年，圣瑞斯特昂绍塞境内的青壮年（15至64岁）失业率为18.4%，当地38.4%的家庭拥有纳税资格，平均纳税1,797欧元，低于法国平均水平（3,910欧元）。

## 社会事务

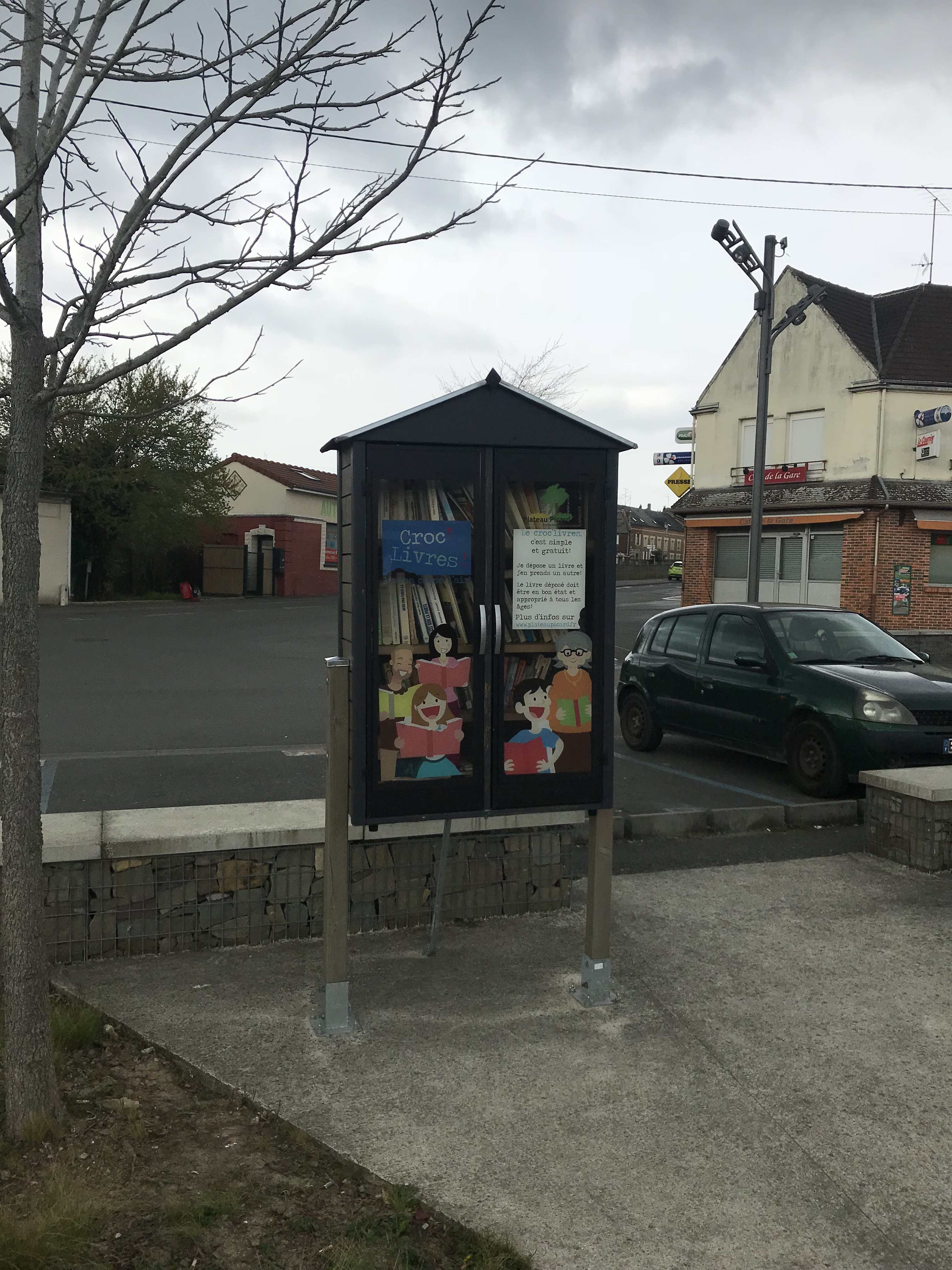
圣瑞斯特昂绍塞街头的图书收集交换箱

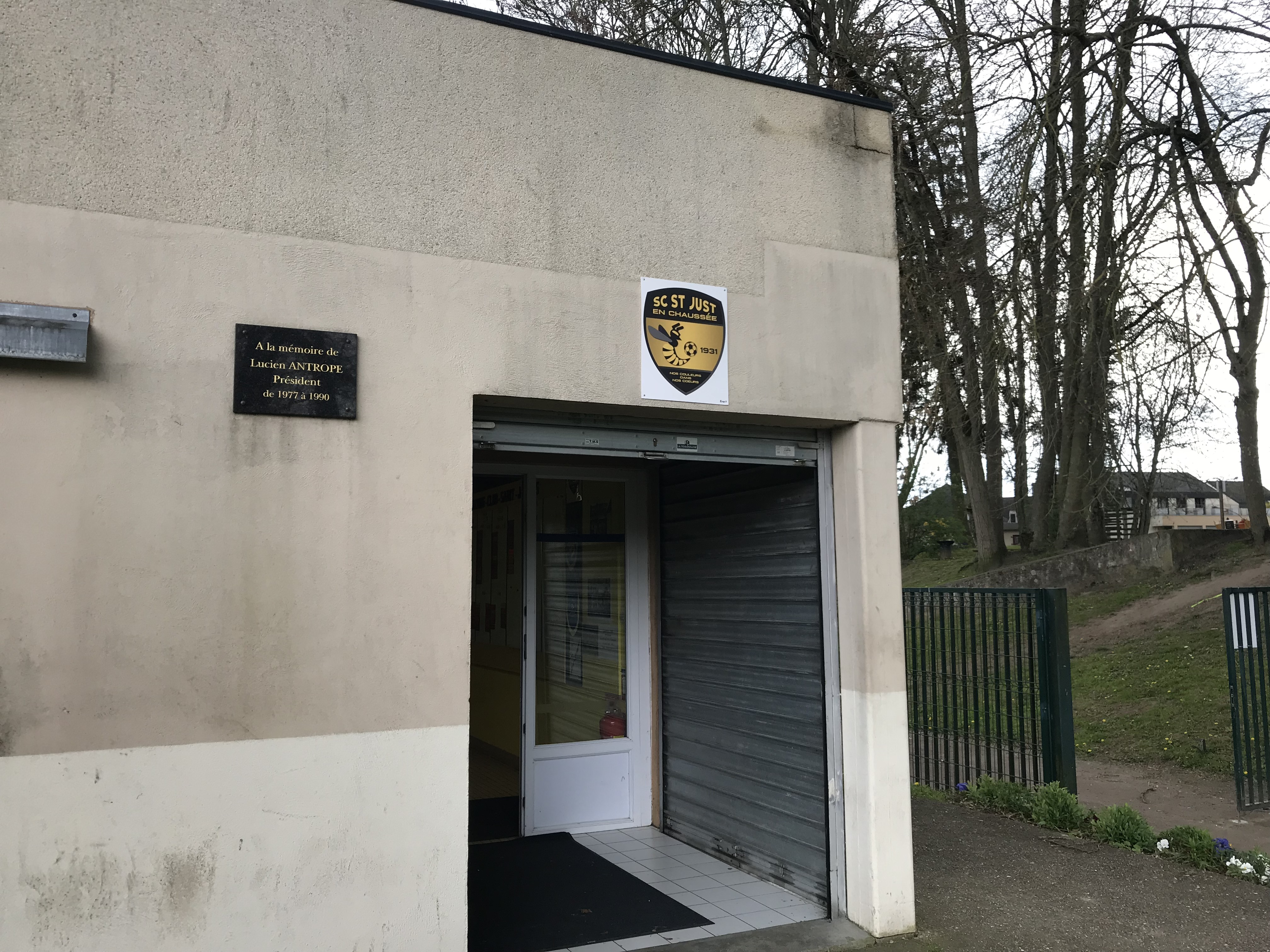
圣瑞斯特昂绍塞体育会

### 教育
圣瑞斯特昂绍塞属于亚眠学区。截止2020年1月1日，圣瑞斯特昂绍塞境内共有2所幼儿园、3所小学和1所初级中学。2018至2019学年度，圣瑞斯特昂绍塞境内共有在校中等教育阶段学生839名。

### 医疗
截止2020年1月1日，圣瑞斯特昂绍塞境内共有全科医生7名、保健师8名、牙医4名、护士10名和助产士2名。境内共有药房3家、养老院2家、残疾人帮扶中心1家。
距离圣瑞斯特昂绍塞最近的区域性医疗机构为克莱蒙中心医院（Centre Hospitalier de Clermont-de-l'Oise），其主病区位于克莱蒙，距离圣瑞斯特昂绍塞市区的正常车程约20分钟，该院设有床位177个，是当地规模最大的公立综合性医院。

### 住房
2018年，圣瑞斯特昂绍塞境内共有各类住房2,940套，其中52.9%为独立式居民区，46%为集中式居民区。常住房屋占圣瑞斯特昂绍塞市镇范围内居民建筑总量的91.9%。
在住房保障政策方面，2020年，圣瑞斯特昂绍塞境内共有788户家庭获得了住房经济补助，受益人数占总人口数量的13.1%，其中745份为房租补助。

### 商业
2019年，圣瑞斯特昂绍塞境内共有各类实体商铺136家，其中餐厅18家、大型超市4家、面包房4家、肉铺1家、书店2家、银行门店7家、美容美发店13家、汽车维修店9家。镇中心建有家乐福便民超市，市区北部则建有开放式商业街区，有E.Leclerc、Lidl等购物商场。

### 体育
2020年，圣瑞斯特昂绍塞境内共有2间体育馆、1座综合体育场、3处网球场、3处足球或橄榄球场以及1处篮球或排球场。
截至2022年8月，圣瑞斯特昂绍塞境内共有两家注册足球俱乐部。圣瑞斯特昂绍塞体育俱乐部（Sporting Club Saint Just en Chaussée，编号502646）是当地的代表性足球队，成立于1931年，其主队2022至2023赛季参加上法兰西大区足球联赛乙组（法国第七级别），其主场为让-皮埃尔·布赖纳体育公园（Parc de Sports Jean Pierre Braine）。

### 环境
圣瑞斯特昂绍塞的环境事务由其所属的皮卡第高原市镇公共社区联合各级政府协调负责。2019年，圣瑞斯特昂绍塞境内共有1家污染企业。
圣瑞斯特昂绍塞境内设有一处污水处理厂，负责处理周边四个市镇的污水处理和自来水供应。

### 治安
2019年，圣瑞斯特昂绍塞市镇范围内有1处宪兵队。
圣瑞斯特昂绍塞及其附近的共98个市镇是克莱蒙国家宪兵队（zone gendarmerie de Clermont）的管辖范围。2020年，该宪兵队累计记录各类案件3,627起，其中盗窃类案件1,825起，经济类案件439起，毒品交易类案件108起。

## 文化
2020年，圣瑞斯特昂绍塞境内有1家电影院。圣瑞斯特昂绍塞市政府提供安妮·弗兰克多媒体中心（Médiathèque Anne Frank），每周二、三、五、六向公众开放。

### 建筑
圣瑞斯特昂绍塞境内的地标性建筑包括建于公元19世纪的圣瑞斯特昂绍塞市政厅（法語：Hôtel de Ville）和圣瑞斯特昂绍塞教堂（法語：Église Saint-Just）。此外，圣瑞斯特昂绍塞遇难者纪念碑位于圣瑞斯特昂绍塞教堂前方，为纪念一战当中的遇难者而建，现定期举办纪念仪式。

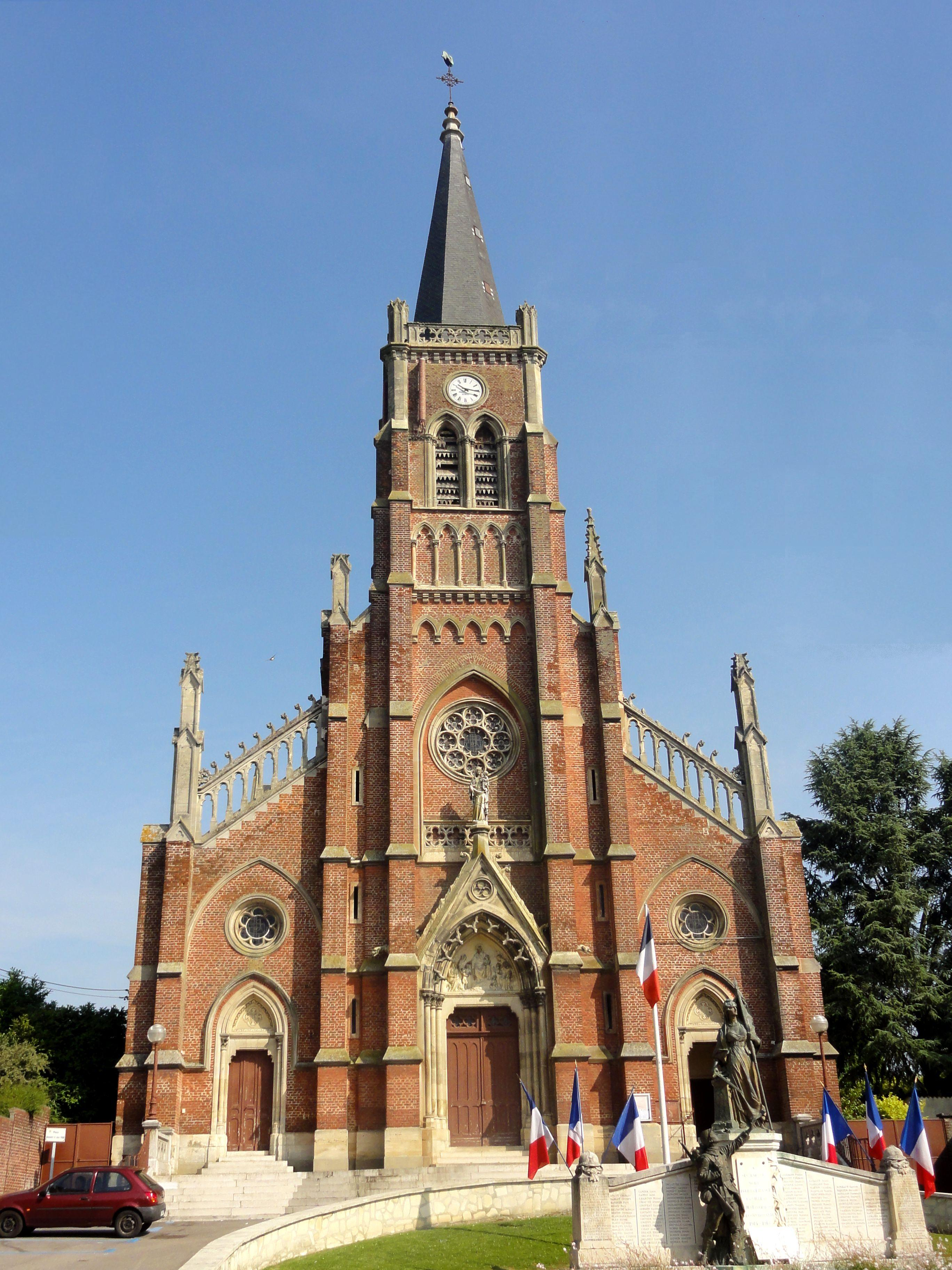
圣瑞斯特昂绍塞教堂
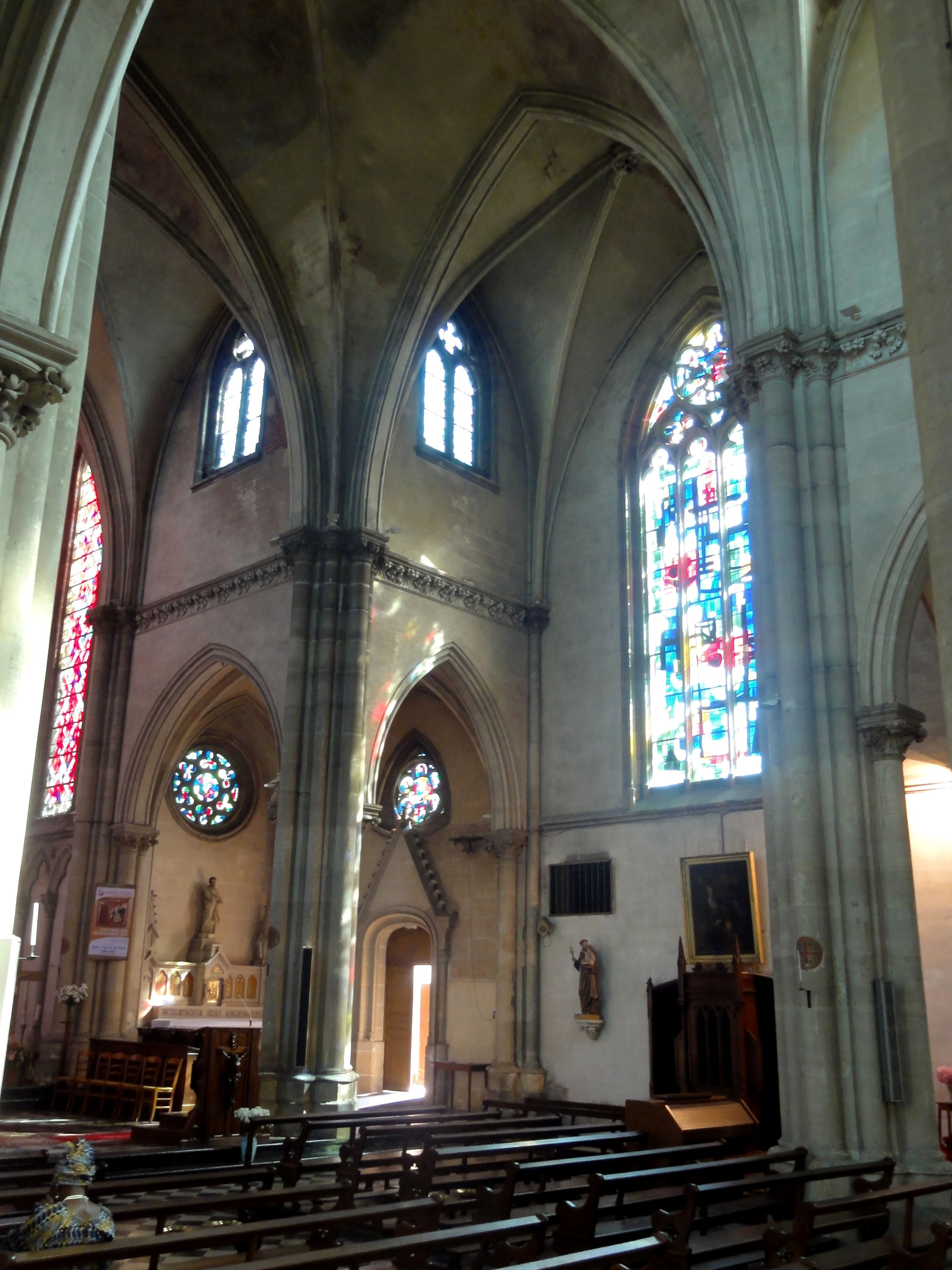
教堂大厅
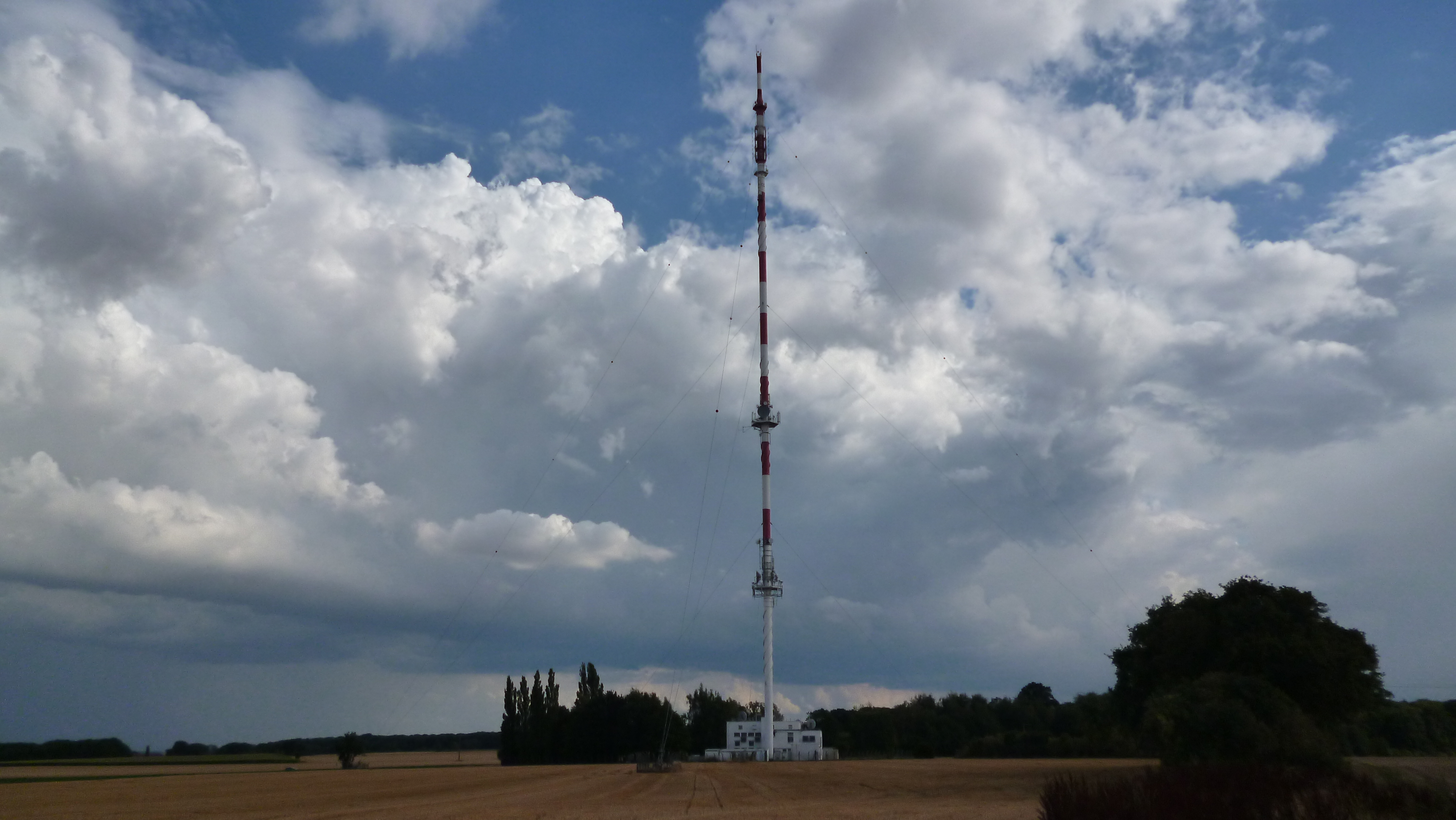
远眺电讯发射塔
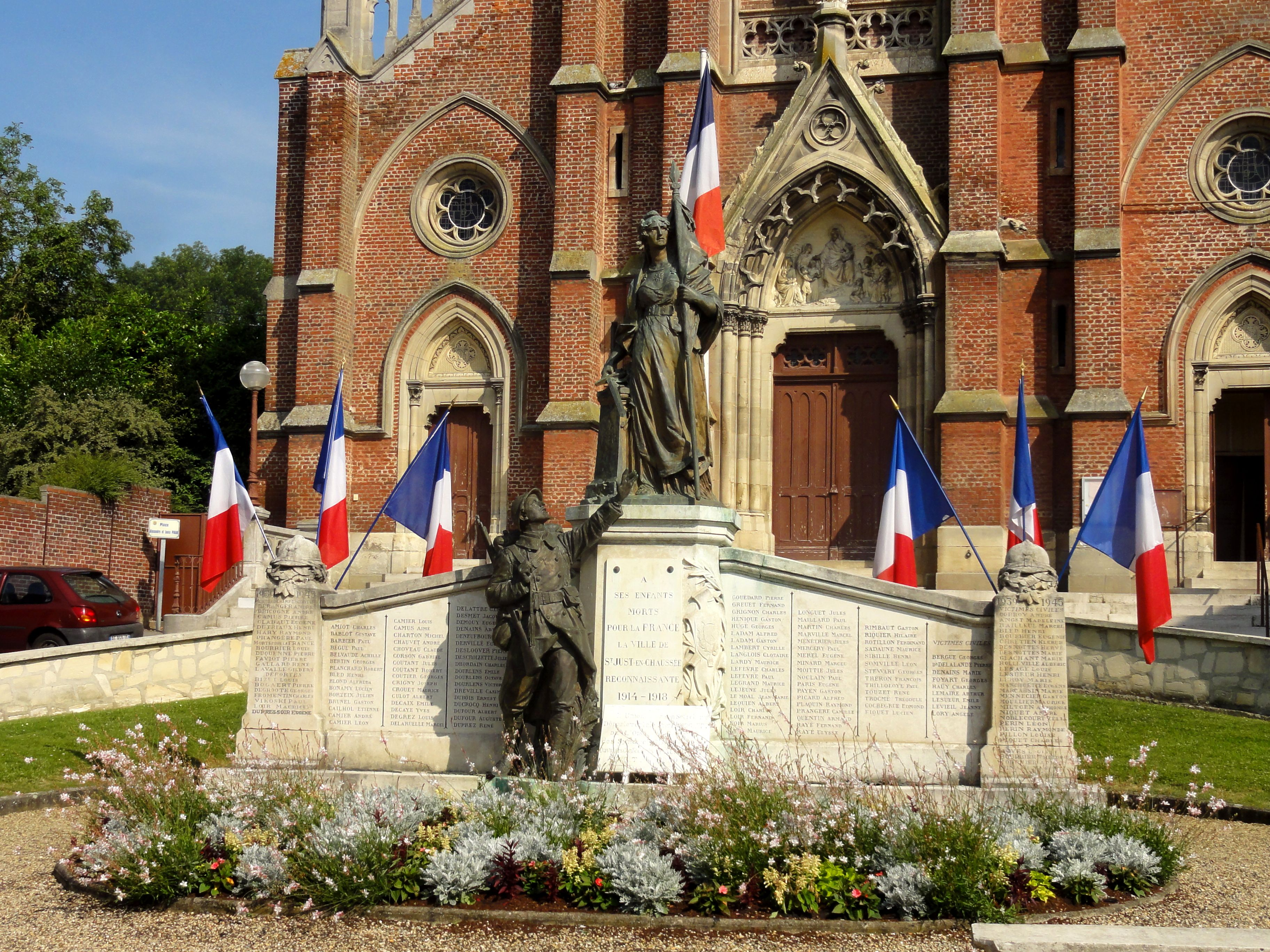
圣瑞斯特昂绍塞遇难者纪念碑
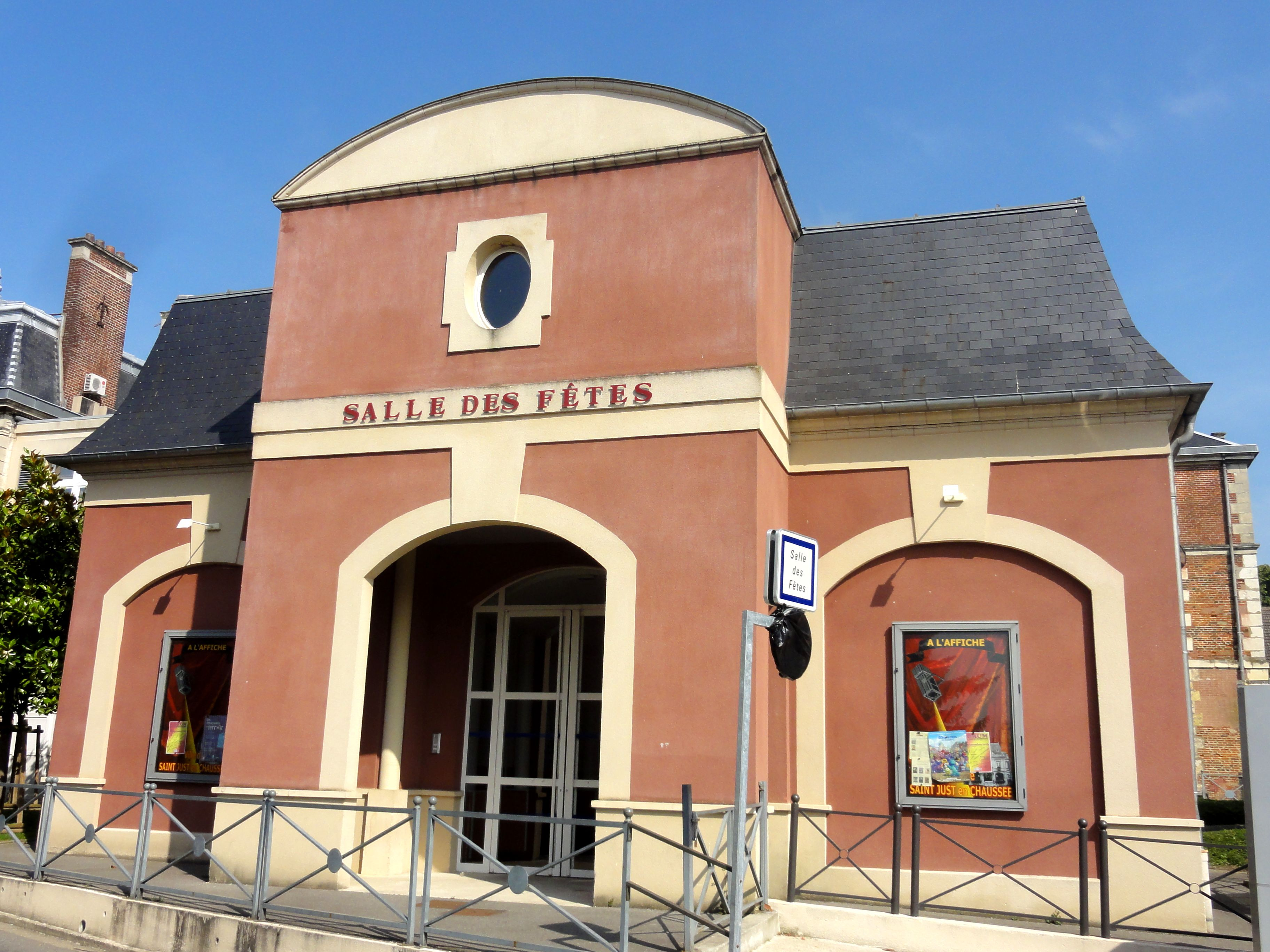
活动中心
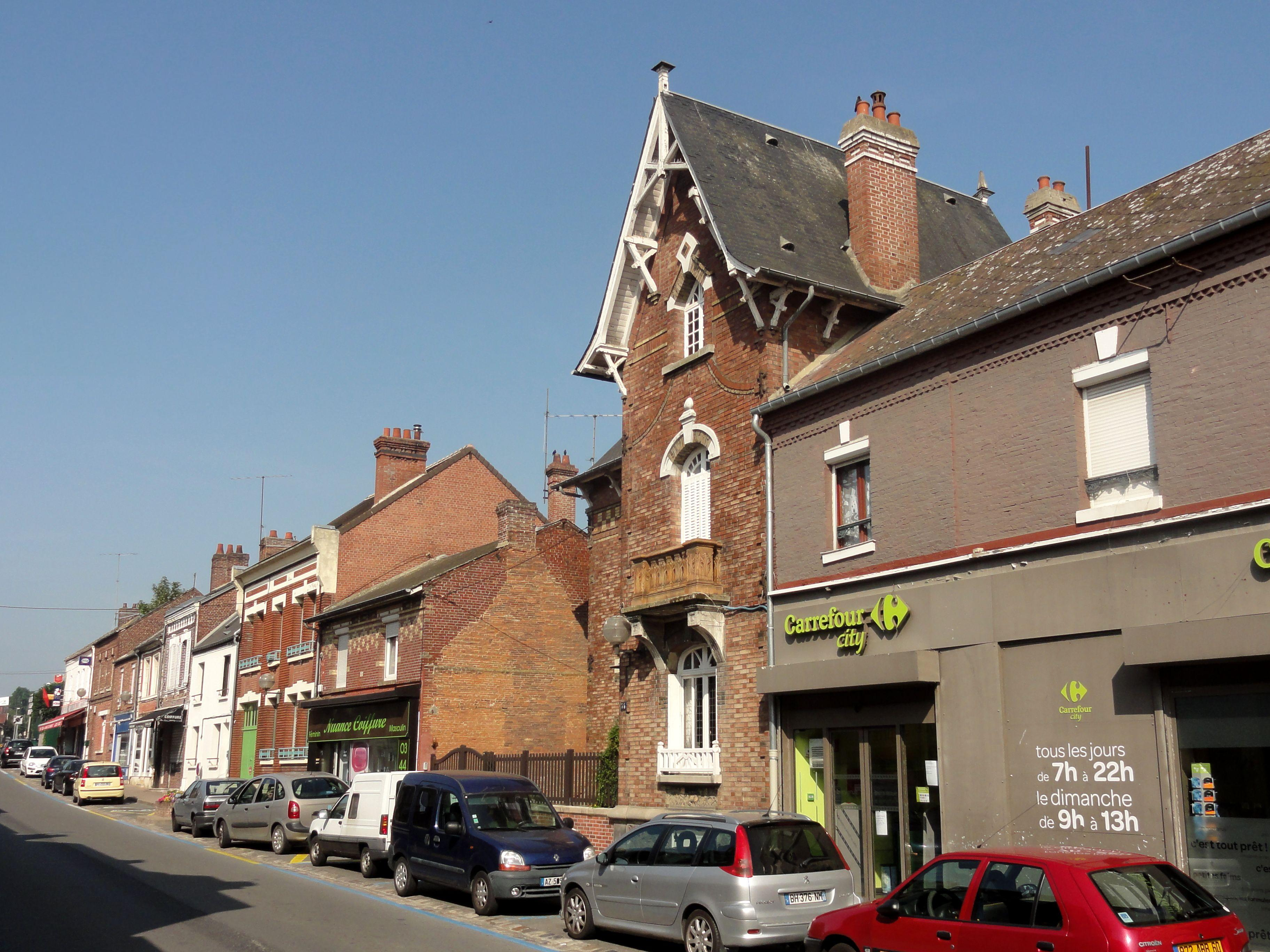
博韦街沿街建筑
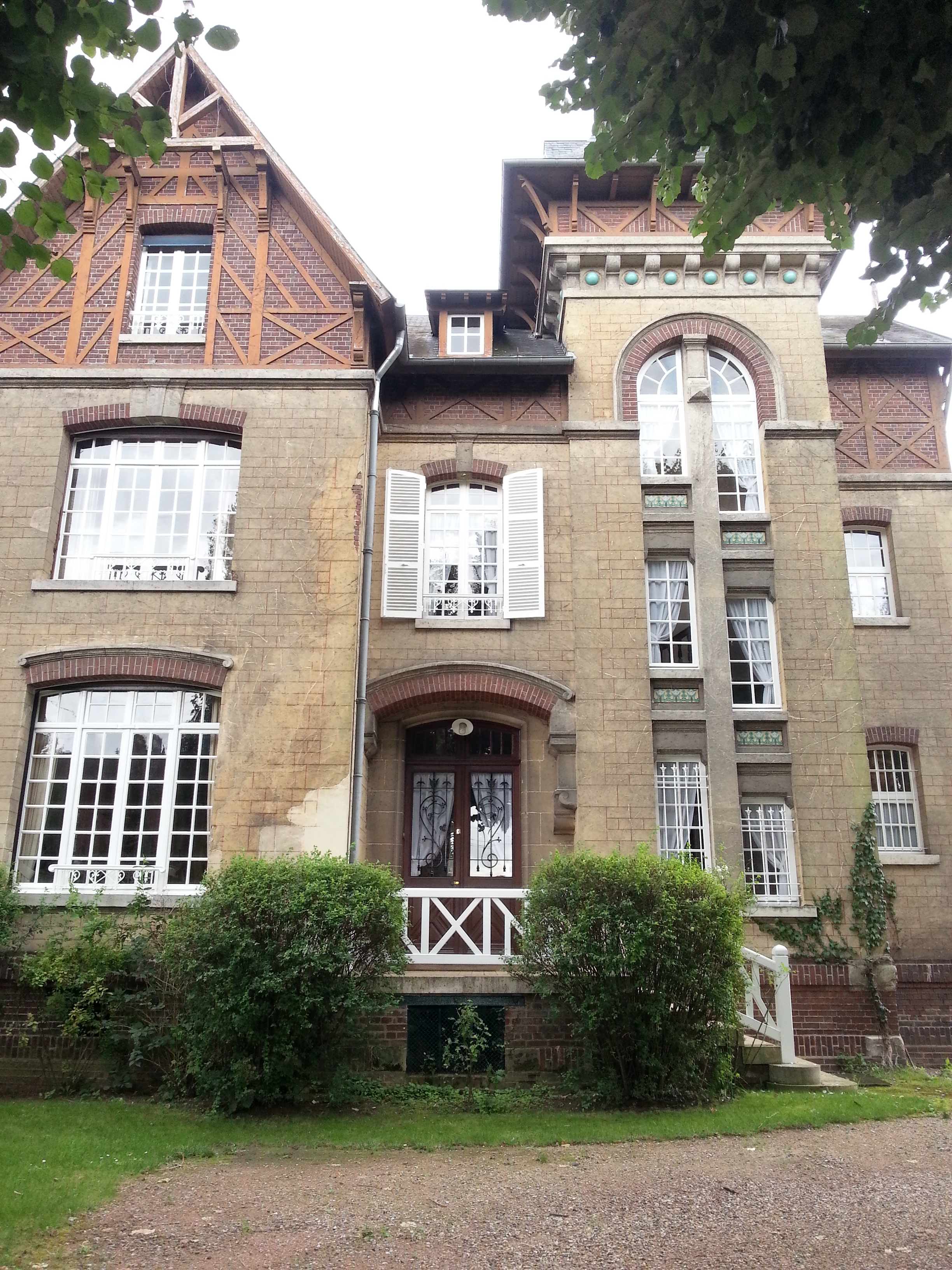
传统民居

### 旅游
圣瑞斯特昂绍塞的旅游事务由其所属的皮卡第高原市镇公共社区负责。2021年，圣瑞斯特昂绍塞境内暂无任何游客接待设施。

### 媒体
法国主要的媒体均可在圣瑞斯特昂绍塞接收，法国电视三台下属的上法兰西大区频道在部分时段播出圣瑞斯特昂绍塞所属区域的地方新闻。《皮卡第邮报》、蓝色法兰西皮卡第广播等是当地主要的地方性媒体。
此外，圣瑞斯特昂绍塞市政府对外发行免费的《圣瑞斯特杂志》（Saint-Just Magazine），每两个月发行一次，主要刊登当地的时政新闻，以及一些由市政府组织的各类活动安排。

## 相关人物
法国化学家勒内·朱斯特·阿维和其兄“盲人教育之父”瓦朗坦·阿维出生于圣瑞斯特昂绍塞，当地建有纪念碑。

## 友好城市
截至2022年8月，圣瑞斯特昂绍塞共与两座城市互为友好城市关系：
- 比利时 尼韦勒
- 迪亚法拉贝